# Robert William Sievier
Robert William Sievier (Londres, 1794 — Londres, 1865) est un sculpteur, graveur et inventeur britannique.

## Biographie
Robert William Sievier naît à Londres le 24 juillet 1794.

### Carrière d'artiste

#### Graveur
Sievier montre un talent précoce pour le dessin. Remportant en 1812 la médaille d'argent de la Société des Arts pour un dessin à la plume, il fréquente les écoles de la Royal Academy à partir de 1818. Il étudie le modelage et l'anatomie auprès de Joshua Brookes, ainsi que la gravure auprès de John Young puis Edward Scriven,.
Il se spécialise dans un premier temps dans la gravure au pointillé, produisant principalement des portraits, dont ceux du médecin John Latham (d'après John Jackson, 1815) et de Lord Ellenborough (d'après Thomas Lawrence, 1819), ainsi que d'autres sujets, comme le diptyque The Captive et The Dream (d'après Moses Haughton le Jeune (en), 1820) ; The Importunate Author (d'après Gilbert Stuart Newton, 1824) ; ainsi que plusieurs œuvres d'après William Etty, dont Venus Descending (1824),. Il a d'ailleurs gravé un portrait de ce dernier.

#### Sculpteur
Après vingt ans de carrière de graveur, Sievier abandonne la gravure pour la sculpture vers 1824. Sa première tentative est un buste de son père ; sa première commande est John Scott (1er comte d'Eldon), et elle est suivie de plusieurs autres assez rapidement.
Parmi ses sujets de portraits sculptés, on compte le prince Albert de Saxe-Cobourg-Gotha et Thomas Lawrence (cette dernière œuvre se trouve aujourd'hui au Sir John Soane's Museum), le prince consort, le roi de Prusse, Lord Eldon, Lord Brougham et de nombreuses autres personnalités. Il reçoit diverses commandes publiques, dont la statue d'Edward Jenner dans la cathédrale de Gloucester, celle de Charles Dibdin à l'hôpital de Greenwich et celle de William Curtis à l'hôpital Foundling.
Il exécute aussi quelques sujets de fantaisie, tels que Musidora, Bacchante, Fille avec un agneau et Garçon avec une tortue, et expose à la Royal Academy de 1822 à 1844. Sa production comprend plusieurs bustes, sujets figuratifs, pierres tombales et monuments. Son premier atelier se trouve à Southampton Row, à Londres ; il déménage en 1837 à Henrietta Street, près de Cavendish Square, et il a une résidence séparée à Upper Holloway (en),.
Il a plusieurs élèves, dont William F. Woodington (en) et Musgrave Watson (en).

### Carrière d'inventeur
Sievier délaisse ensuite sa carrière d'artiste pour se consacrer à sa vocation scientifique.
En 1836, il fait breveter un procédé de caoutchoutage des tissus et crée une société brevetée (la London Caoutchouc Company). La société devient un grand fabricant de bandes élastiques pour les machines, de cordes pour les mines, de tissus, de tapis et de vêtements imperméables, de toiles imperméables, ainsi que du premier fil isolé par du caoutchouc,.
Il s'intéresse à la fabrication à partir du début des années 1840. L'usine de Sievier est située près de son domicile, le Old Manor House, à Upper Holloway, à l'angle sud de Red Cap Lane (qui deviendra Elthorne Road). Sievier y réalise également des expériences de télégraphie électrique. La maison est démolie en 1897.
En mars 1841, il est élu membre de la Royal Society.
Robert William Sievier meurt le 28 avril 1865 à Londres, où il est enterré au cimetière de Kensal Green,,,.

## Œuvre

### Gravures
La National Portrait Gallery de Londres possède plusieurs portraits gravés au pointillé de Sievier, notamment de :
- Thomas Kitson (d'après Hans Holbein le Jeune, n. d.)
- Thomas Smith (n. d.)
- John Latham (d'après John Jackson, 1816)
- William Shepherd (d'après Moses Haughton le Jeune (en), 1817)
- Henry Wriothesley (d'après Robert William Satchwell (d), 1817)
- Charles Butler (d'après James Barry, 1817)
- Edward Law (1er baron Ellenborough) (d'après Thomas Lawrence, 1819)
- Francis Vere (pointe sèche, 1820)
- Thomas Coutts (d'après Alexander Chisholm (en), d'après William Beechey, 1820)
- John Crome (d'après Denis Brownell Murphy (en), 1821)
- Anne (reine de Hongrie) (d'après Hans Maler, 1822)

Quelques gravures de Sievier
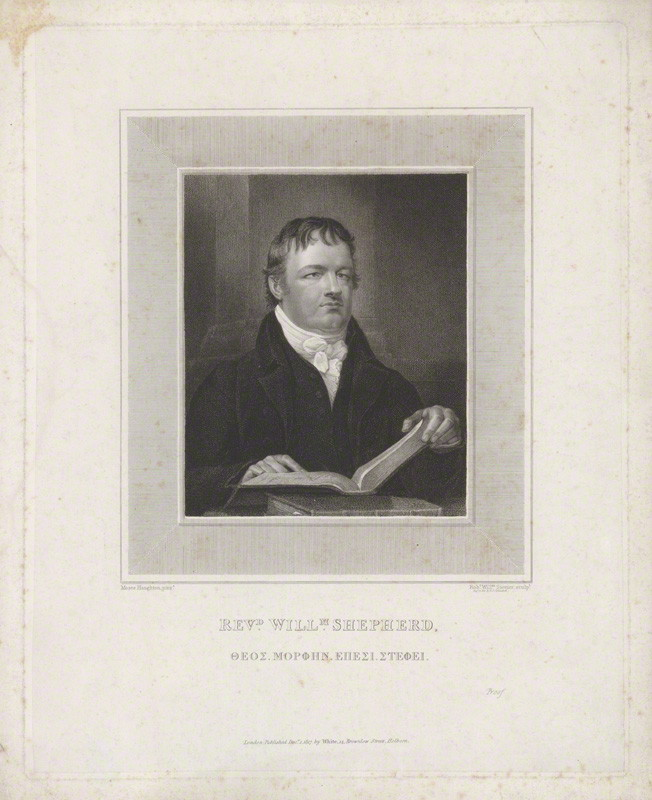
William Shepherd, d'après Moses Haughton le Jeune (en) (1817, National Portrait Gallery de Londres).
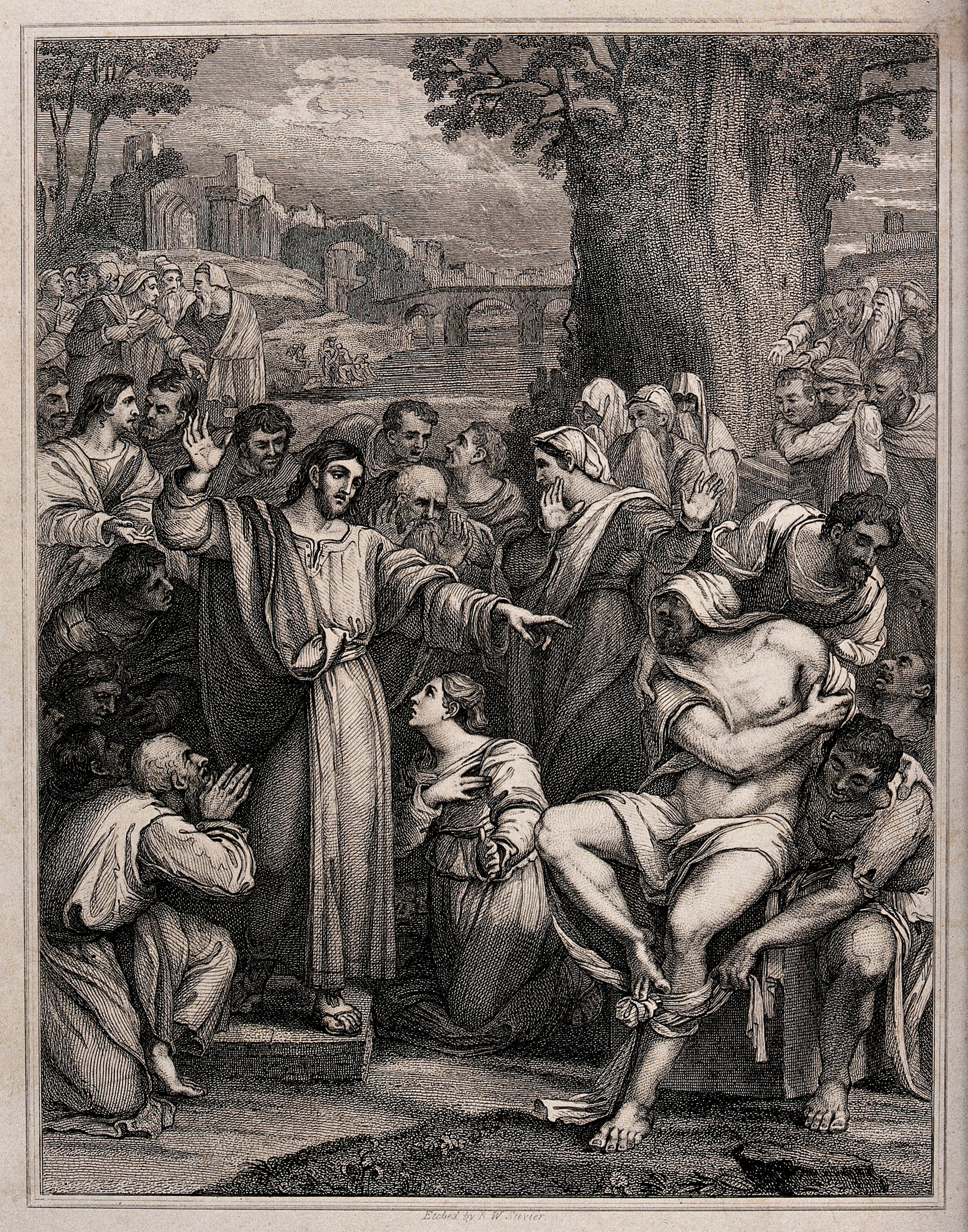
Le Christ fait sortir Lazare de son tombeau, d'après Sebastiano del Piombo (1830, Wellcome Collection).
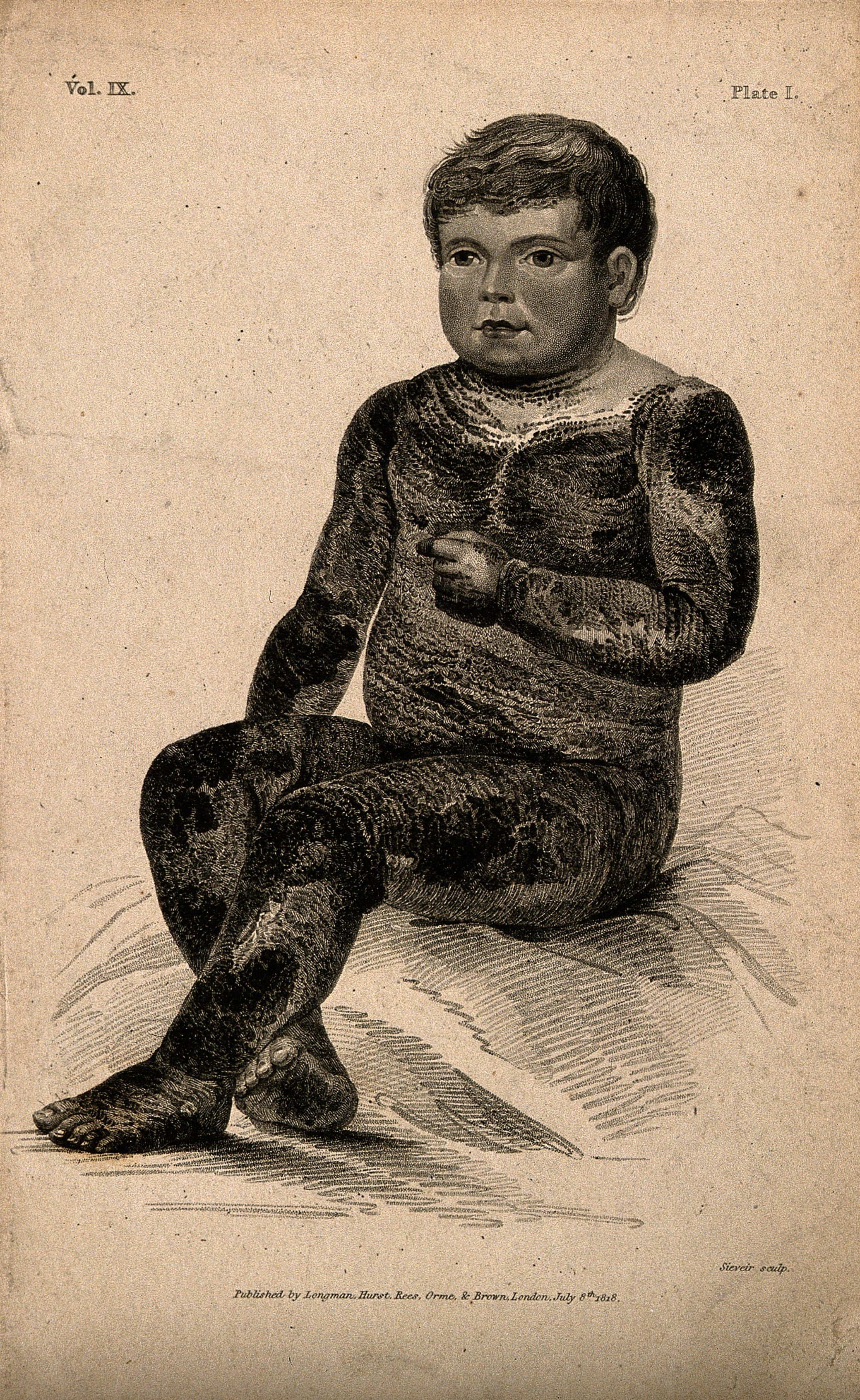
Un garçon avec une variété d'icthyose, une maladie de la peau (Wellcome Collection).
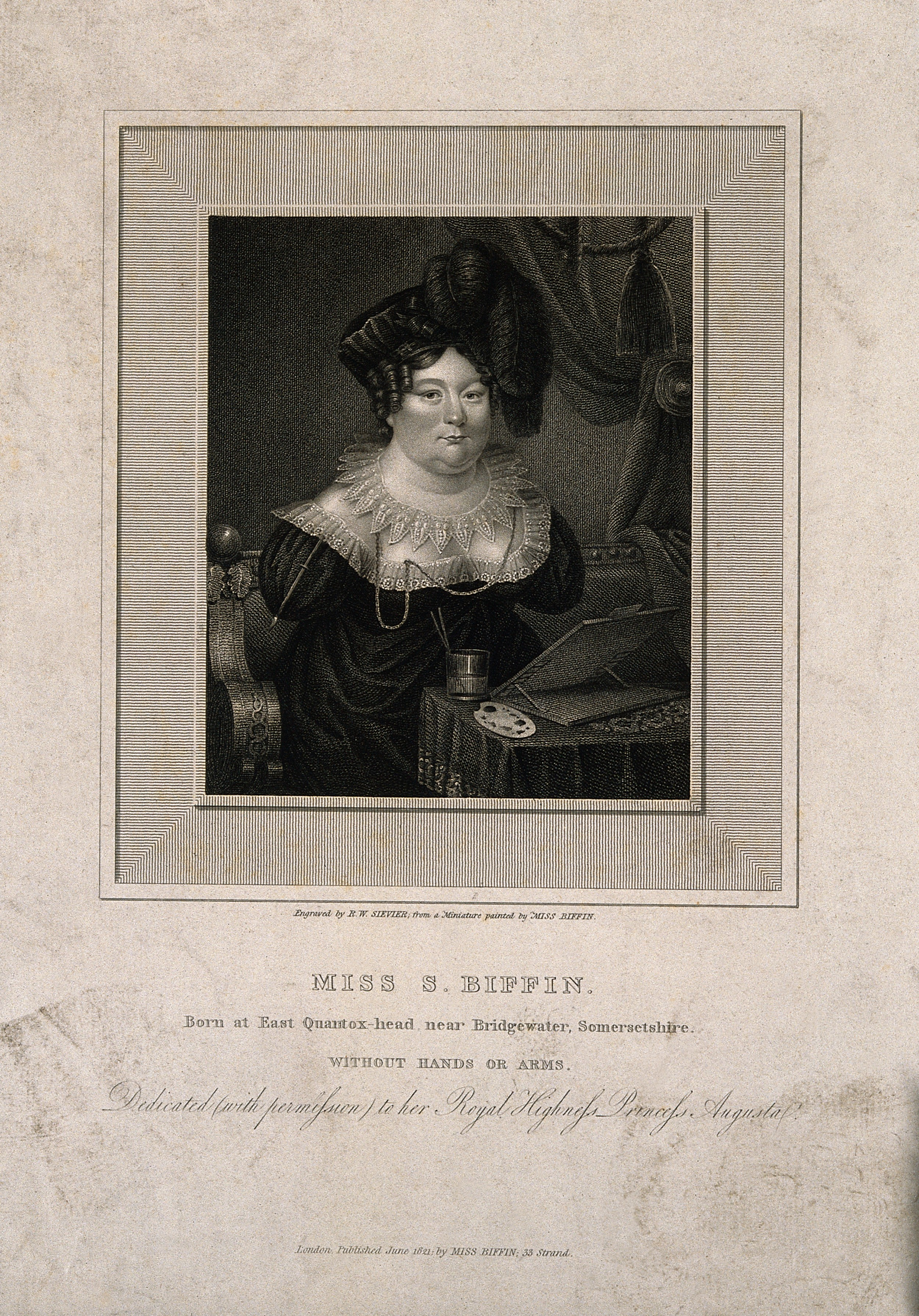
Sarah Biffin, une peintre infirme, d'après Sarah Biffin (1821, Wellcome Collection).

### Sculptures
- Statue de Charles Dibdin, à Greenwich
- Statue de William Harcourt (3e comte Harcourt) (St Andrew's, Clewer, et chapelle Saint-Georges de Windsor)[10]
- Buste de Sir John Silvester (en) à la Old Bailey[11]
- Buste monument à George Paul (en) (1746–1820), réformateur de prison et administrateur de comté, dans l'allée sud de la cathédrale de Gloucester[12]
- Buste du juge Robert Charles Dallas (1756–1824), réalisé en 1822
- Un fronton orné d'urnes et d'une sculpture de Flore en pierre de Coade, le long de l'avenue centrale de la halle du marché Covent Garden[13]
- Statuette du capitaine Thomas Coram, Foundling Hospital, Londres[14]
- Figure d'Edward Jenner (d. 1823), qui a découvert un vaccin contre la variole, placé sur un piédestal à côté de la porte ouest de la cathédrale de Gloucester[12]
- Pièces de cheminée à Chatsworth House, Derbyshire (réalisées avec Richard Westmacott, c. 1840)
- Un monument à lui-même au cimetière de Kensal Green (Sievier était membre du conseil d'administration du cimetière).

Quelques sculptures de Sievier
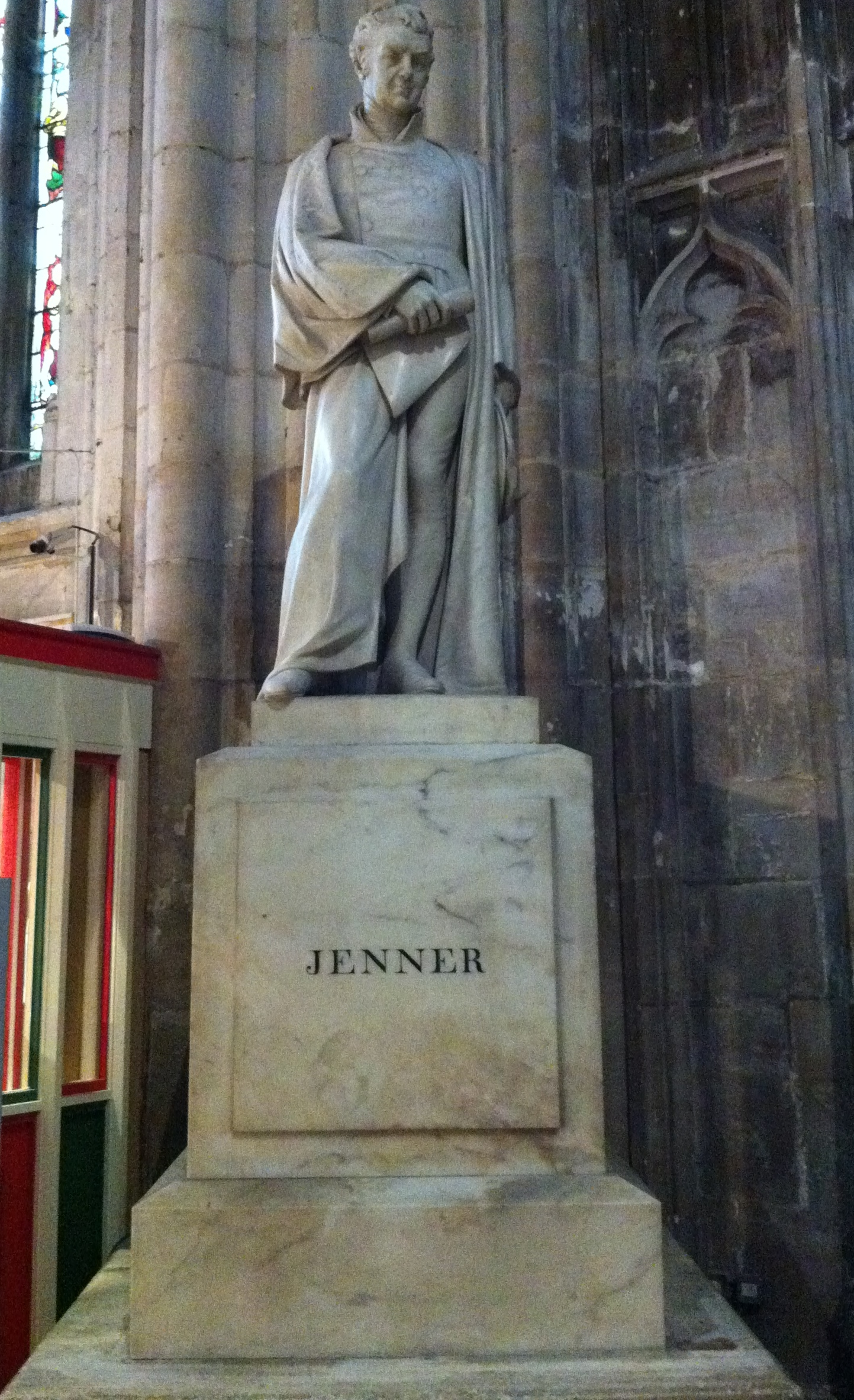
Statue d'Edward Jenner à la cathédrale de Gloucester (1823).
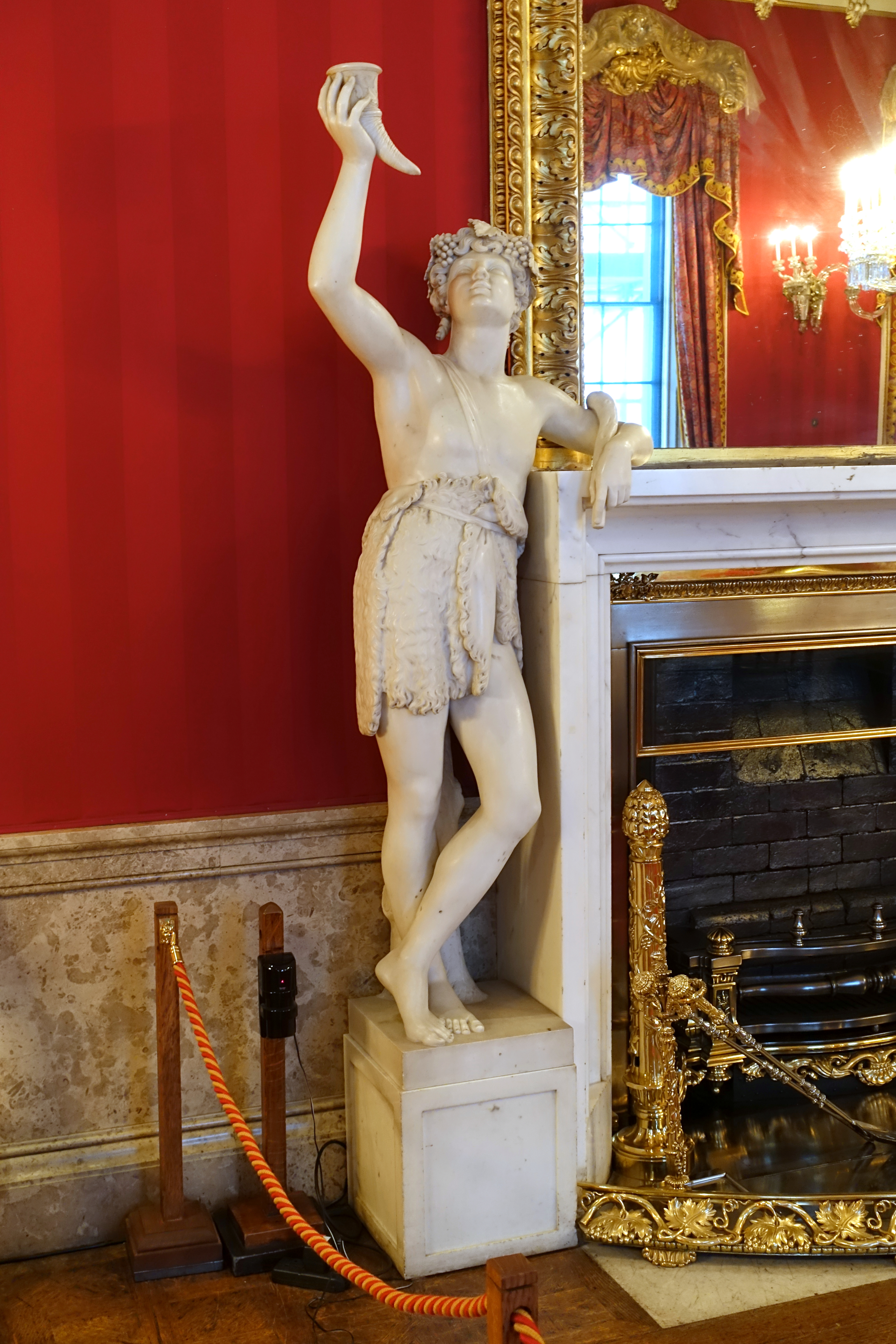
Figure bacchanale de Richard Westmacott ou Robert William Sievier (dans la salle à manger de Chatsworth House).
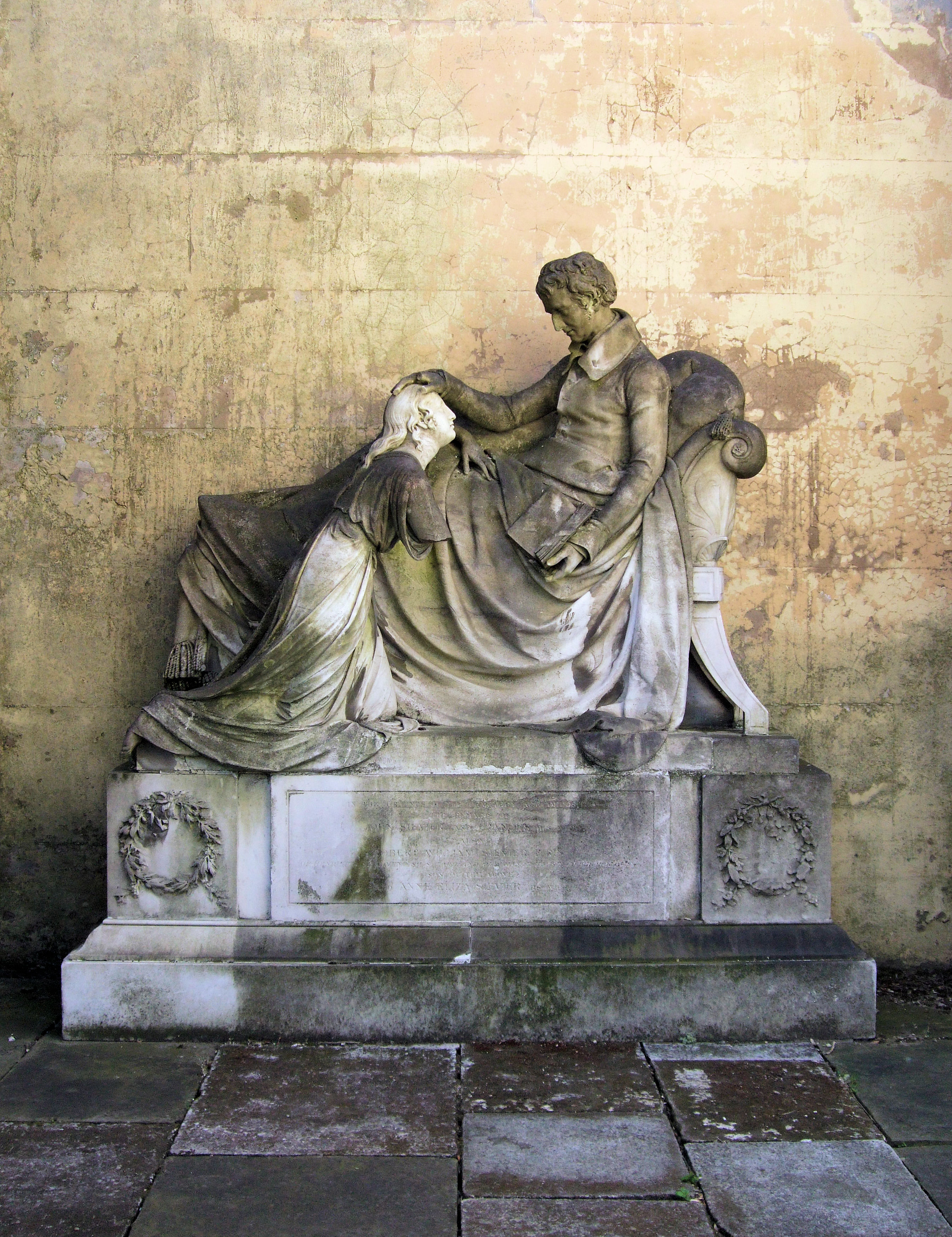
Mémorial de Sievier au cimetière de Kensal Green.